# Thiopropazate
Thiopropazate (Artalan, Dartal, Dartalan, Dartan) là một thuốc chống loạn thần điển hình của lớp phenothiazine. Nó là một tiền chất của perphenazine.
Thiopropazate được sản xuất bởi Searle (Mỹ, Anh) & Boehringer Mannheim (Đức)  Thiopropazate được bán bởi Chembase, AAA Chemistry, ZINC, AKos Consulting & Solutions, Boc khoa học, ChemFrog và ChemMol 